# Musculus scalenus posterior
Der Musculus scalenus posterior (lateinisch für „hinterer Rippenhaltermuskel“; von lateinisch scalenus „schief“, „ungleichseitig“), bei Tieren als Musculus scalenus dorsalis (früher auch als Musculus scalenus supracostalis) bezeichnet, ist ein Skelettmuskel, der von den Halswirbeln zu den Rippen zieht. Beim Menschen endet er an der zweiten Rippe, bei Paarhufern an der 2. bis 4. Rippe, bei Raubtieren geht eine zusätzliche Portion an die 8. und 9. Rippe. Bei Pferden ist der Muskel nicht ausgebildet.
Er ist der am tiefsten gelegene und beim Menschen der kleinste der drei Musculi scaleni. Der Musculus scalenus posterior zieht bei einseitiger Kontraktion den Hals zur Seite, kontrahieren sich die Muskeln beider Seiten, wird der Hals nach unten gezogen. Außerdem hebt er die geringgradig die Rippen an und wirkt damit als Hilfsinspirator.
Die Blutversorgung erfolgt über die Arteria transversa colli, Arteria cervicalis profunda und Arteria intercostalis suprema.